# University of Dublin
University of Dublin (irl. Ollscoil Átha Cliath) – irlandzka uczelnia publiczna z siedzibą w Dublinie. Została założona w 1592 roku.
Jest najstarszym uniwersytetem w kraju.